# Diamantinasabelvleugel
De diamantinasabelvleugel (Campylopterus diamantinensis) een vogel uit de familie Trochilidae (kolibries). De vogel werd in 1963 als ondersoort van de grijsborstsabelvleugel (C. largipennis) geldig beschreven, maar komt volgens in 2017 gepubliceerd onderzoek in aanmerking voor de soortstatus.

## Verspreiding en leefgebied
De vogel komt voor in zuidoostelijk Brazilië.